# Daghumma
Daghumma, auch deġemma, dagama, darhama, ist ein aus einer Kalebasse hergestelltes Perkussionsinstrument, das in Mauretanien meist von Frauen zur rhythmischen Begleitung ihrer im privaten Kreis vorgetragenen Lieder gespielt wird.

## Bauform
Als daghumma werden zwei unterschiedliche Typen eines mit den Händen geschlagenen Kalebassen-Instruments bezeichnet. Die eine Variante besteht aus einer langen, innen ausgehöhlten und leeren Kalebasse, die außen mit einem Netz überzogen ist, an das kleine Rasselkörper gebunden sind. Beim Schütteln schlagen die Rasselkörper gegen die Gefäßwand und produzieren ein prasselndes Geräusch. Instrumentenkundlich gehört dieser Typ zu den Gefäßrasseln, zu denen sowohl Formen gezählt werden, bei denen – wie in den meisten Fällen – Rasselkügelchen im Innern eingeschlossen sind und von innen gegen die Gefäßwand und gegeneinander schlagen als auch wie hier Rasseln an Netzen von außen für das Geräusch sorgen. Ein Ende dieser Kalebasse ist offen. Die Musikerin schlägt die daghumma rhythmisch gegen ihre Oberschenkel, wobei sie mit der Hand die Schallöffnung abdeckt, teilweise oder ganz offen lässt, um unterschiedlich tönende Rasselgeräusche zu erzielen. Dieser Typ mit einer Schallöffnung wird gahgāh genannt.
Daneben gibt es eine aus einer länglichen, ausgehöhlten Kalebasse mit zwei offenen Enden bestehende daghumma ohne äußeres Rasselkörpernetz. Sie wird mit der rechten Hand auf eine Schallöffnung geschlagen, während die linke Hand die andere Öffnung abdeckt. Die plötzlich im Innern des Gefäßes zusammengepresste Luft ergibt ein dumpfes Schlaggeräusch. Dieser Typ gehört instrumentenkundlich zu den Explosiv-Aerophonen.
Eine weitere, mit kleinen Steinchen gefüllte und anschließend verschlossene Kalebasse, die in Mauretanien als Rassel Tänze begleitet, heißt kosel.

## Spielweise
In der nach Geschlechtern und hierarchisch nach Kasten getrennten mauretanischen Gesellschaft haben sich je eigene Musikstile entwickelt. Die Kunstmusik wird von den arabisch-berberischstämmigen Bidhan tradiert, die sich historisch aus der Kriegerkaste und aus Islamgelehrten zusammensetzen. Die Männer der Bidhan singen und spielen in der traditionellen Musizierpraxis die gezupfte Langhalslaute tidinit, rhythmisch allenfalls von Händeklatschen begleitet, während die Frauen die Winkelharfe ardin zu ihrem Gesang spielen. Als rhythmische Gesangsbegleitung spielen die Bidhan-Frauen (abgesehen von Händeklatschen) die Fasstrommel t’bal und ferner daghumma. Die Jungen erlernen Musiktheorie und Laute von ihren Vätern, die Mädchen Tanz, Trommeln, Harfe und Musiktheorie von ihren Müttern. Professionelle Musiker bilden die eigene Kaste der Iggāwen und gehören nach ihrer gesellschaftlichen Rolle zu den westafrikanischen Griot. Ein traditionelles Iggāwen-Ensemble besteht aus tidinit, ardin, t’bal und eventuell daghumma, gelegentlich um eine Rahmentrommel ergänzt.
Trotz der beschränkten Auswahl an Rhythmusinstrumenten sind Takt und Rhythmus ein wesentliches Element der Lieder. Frauen schlagen häufig mit den Händen auf die aus Tierhaut bestehende Resonanzdecke ihrer ardin. Bei Tänzen kann der Rhythmus notfalls auch auf einem Plastikkanister getrommelt werden. An der tidinit sind manchmal am oberen Ende des Halses Rasselkörper (hārba) befestigt, die für ein Nebengeräusch sorgen.
Die untere Bevölkerungsschicht der Haratin, Arbeiter und Nachkommen schwarzafrikanischer Sklaven, pflegen eine stilistisch verschiedene Musik mit anderen Instrumenten. Neben ihren Melodieinstrumenten – der langen Querflöte neffara, der einsaitigen gezupften Kalebassenspießlaute gambra (namensverwandt mit der marokkanischen gimbri) und der einsaitigen gestrichenen Kalebassenspießlaute rbab (ähnlich der ribab) – spielen sie der daghumma entsprechende oder ähnliche Rhythmusinstrumente aus Kalebassen und mit Tierhaut überzogene Mörser (senna, wie die Tuareg-Mörsertrommel tendé).

## Verbreitung
Rasseln aus Kalebassen sind die wohl allgemein häufigste Art der Gefäßrasseln. In Ländern, in denen keine Kürbisse gedeihen, wird für die Herstellung von Rasseln die Kalebassenform mit anderen Materialien wie Holz, Ton oder Korbgeflecht imitiert. Kalebassenrasseln sind in Afrika weit verbreitet und unterscheiden sich in Form, Verzierung und der Art der Rasselkörper beträchtlich voneinander. Einige werden in Ritualen mit magischer Bedeutung verwendet. Wie die daghumma mit einem Netz aus Rasselkörpern umgeben ist die ghanaische Kalebassenrassel axatse, die als Vorbild für die in Mittel- und Südamerika verwendete shékere diente.